# Norsko na Letních olympijských hrách 1948
Norsko na Letních olympijských hrách 1948 v Londýně reprezentovalo 81 sportovců, z toho 77 mužů a 4 ženy. Nejmladším účastníkem byl Sigurd Grønli (20 let, 348 dní), nejstarším pak Magnus Konow (60 let, 337 dní). Reprezentanti vybojovali 7 medailí z toho 1 zlatou, 3 stříbrné a 3 bronzové.

## Medailisté
| Medaile | Jméno | Sport             | Disciplína                           |
| ------- | --- | ----------------- | ------------------------------------ |
| Zlato   | Thor Thorvaldsen Sigve Lie Hükon Barfod | Jachting          | třída Dragon – muži                  |
| Stříbro | Ivar Mathisen Knut Østby | Kanoistika        | K-2 10 000 m – muži                  |
| Stříbro | Aage Eriksen | Zápas             | řecko-římský do 67 kg                |
| Stříbro | Bjørn Paulson | Atletika          | Muži skok do výšky                   |
| Bronz   | Eivind Skabo | Kanoistika        | K-1 10 000 m – muži                  |
| Bronz   | Willy Røgeberg | Sportovní střelba | karabin volný 3 postavy 300 m – muži |
| Bronz   | Kristoffer Lepsøe Torstein Kråkenes Hans Egill Hansen Halfdan Gran-Olsen Harald Kråkenes Leif Næss Thor Pedersen Carl Monssen Sigurd Monssen | Veslování         | osma                                 |